# Мартакертський район
Мартакертський район (вірм. Մարտակերտի շրջան) — колишня адміністративна одиниця у складі невизнаної Нагірно-Карабаської Республіки. Адміністративний центр — Мартакерт.

## Географія
На південному сході та півдні межував з Аскеранським районом, на південному заході з Кашатазьким районом, на заході та півночі з Шаумянівським районом (заштрихована на мапі на північ від Мартакертського району частина Шаумянівського району контролюється Азербайджаном) та на сході з Азербайджаном.
Район був розташований на північному сході Нагірно-Карабаської Республіки. В районі розташована найбільша водойма Нагірного Карабаху — Сарсанське водосховище. Найбільшими річками були: Трту, Єхшаракял, Трхі, Хаченагет, Колатак. Багато озер, а також канал Ванкасар.

## Транспорт
У Мартакертському районі було кілька основних трас:
- Головна внутрішньореспубліканська траса «Північ — Південь» (Мартакерт — Дрмбон — Степанакерт — Кармір Шука — Гадрут);
  - Відгалуження від траси «Північ — Південь» до села Ванк, в якому розташований монастир Гандзасар;
- Траса Мартакерт — Акн (з розвилкою на Аскеран, Степанакерт і Мартуні, Гадрут);
- Дрмбон — Карвачар (з розвилкою на Варденіс і Джермаджур).

## Населення
Під час Літнього наступу азербайджанських військ (1992 р.) більша частина району, разом з райцентром Мартакертом перейшла під контроль Збройних сил Азербайджану, після чого розпочалися етнічні чистки проти вірмен (найвідоміша — Різня в Маразі). Район перейшов назад, під контроль Армії Оборони Нагірного Карабаху у 1993 р. Після цієї операції населення району зменшилося втричі та становило 18 963 осіб (2005 рік).

## Пам'ятники історії та архітектури
- Монастир Гандзасар;

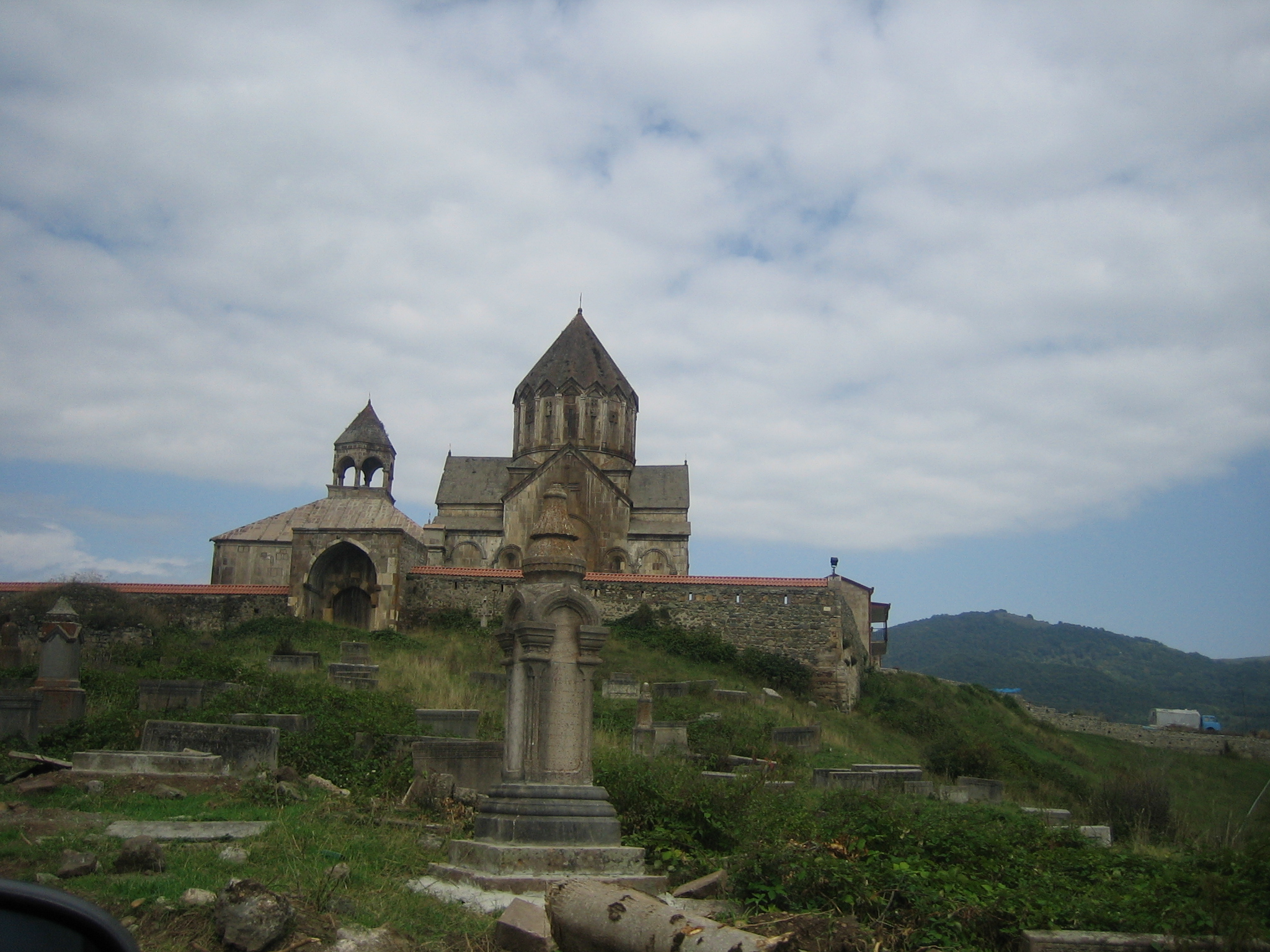
Найвідоміший монастир Нагірного Карабаху — Гандзасар

- Хаченські хачкари X—XIII століть с побутовими рельєфами (пустинь Кошик, поселення Паравадзор та Дарбаснер біля Ванку). В пізньому Середньовіччі подібні хачкари почали зустрічатися і в інших місцях, наприклад, в Гадруті та Тоху;
- Фортеця Хохнаберд (XIII століття) на горі Тарханасар напроти Гандзасарського монастиря.
- Княжий палац Хачена на північ від Хохнаберда;
- Монастир Аваптук (1163 рік), 5 км на південь від Гандзасара;
- Руїни хаченського поселення Вачар неподалік від села Цмакаох, церкви Сурб Степанос і Манка в селі;
- Руїни хаченського поселення Колатак і навколишніх селищ;
- Пам'ятники околиць Колатака: скеля Арснакар (скала-наречена), руїни фортеці Спітак-Пат (XIII століття), скеля Виннихетер з хачкарами XIII століття, кладовище, останки фортеці Хлен Кар, камінь Цаккар;
- Фортеця Качахакаберд на горі Геворгасар біля села Улупап;
- Монастир Акобаванк (853 рік);
- Пустинь Кошик за 8 км від Колатака;
- Пам'ятники Арарджадзора: церква Харва (XIII століття), церква Сурб Аствацацин (1668 рік);
- Монастирь Анапат за 3 км від села Кічан (XII століття);
- Пам'ятники села Члдран: останки древнього поселення, церква Аменапркич (1669 рік), церква Нахатак, церква Кармір, селище Хндзахут, грот Сарнатун, стародавні цвинтарі;
- Селище Казанчі: церкви Сурб Геворг (XIII століття), Кармір та Мехракер; кладовища, селища, руїны IX—XIV століть;
- Пам'ятники Гюлатаха: фортеця Мелік-Алавердянів, селище, давнє кладовище, церква Котрац Ехці, церква Овсеп, кінний завод;
- Пам'ятники Мартакерта: Мартакертська церква, селище із залишками язичницького кладовища, міст початку XX століття;
- Церква в селі Неркін Оратів;
- Пам'ятники Кусапата: церква Сурб Аствацацін (1269 рік), місце паломництва Нахатак, цвинтар;
- Церква в селі Мохратаг (1883 рік);
- Монастирський комплекс Інн Мас (Хін Мохратаг — Старий Мохратаг): руїни старовинних культових споруд, церква 1881 року, палац-фортеця Мелік-Ісраелянів (1771 рік). В околицях — церква в селищі Хач-хорат, місце паломництва Таварахач, Хачкар Григора (IX—X століття).
- Монастир Хатраванк;
- Пам'ятники Атерка: фортеця Акана, цвинтар Мухдусі, селища Караундж, Астхаблур, Шукаванк, Мтнадзор, Хоторашен, Срашен, Сумін, Цос, Срін, Хехехотен, Тхкот, Ткохнут, монастирі Масіс (Масісванк), Іцкар, Колін та інші визначні пам'ятки;
- Пам'ятники села Чапаре: фортеця Акаракаберд, базиліка Сурб Мінас, монастир Карміркаріванк. На південь від села — залишки 36 поселень;
- Монастир Чаректараванк в Чаректарі;
- Монастирі Вардана (1215 рік) і Кармірванк в Вагуасі;
- Монастир Аменапркіч поблизу Газараоха;
- Пам'ятники села Кохочот: три зруйнованих у XX столітті церкви, цінні хачкари, селища Хорастан, Кармір Кар і Ері Оратів;
- Пам'ятники в місцевості на північ від Дрмбона: зруйнована каплиця (1187 рік), два старовинні кладовища, церква Анапат, селища;
- Церква Сурб Аствацацін в селі Мехмана;
- Руїни Кахакатехі поблизу Мец-Шена, що були, ймовірно, наглядовим пунктом;
- Фортеця Джраберд;
- Монастир Еріцманканцванк та Анапат поблизу Джраберда;
- Пам'ятники села Тонашен: камінь з написом «Рубіж Сюніка», дві церкви з загальною назвою Чохт Ехці, селища Тагаворасер, Тутот, Хоторашен-Хохомашен, церква Котрац Ехці (XIII століття), міст Геті Гомер (1902 рік), пам'ятники-джерела;
- Монастир Єгіше Аракял (XIII століття) у підніжжя гори Мрав поблизу Тонашена;
- Руїни стародавніх поселень на півночі району: Каланкатуйк (приблизно, поблизу Магавуса), Тутот, Дастакерт, Шінатех, Халваташен, Алахкулі;
- Церква Сурб Єгіше в Мадахісі, монастир Тухкасар;
- Монастир Глхо (Урекі, Орек, Урекаванк, V століття) поблизу села Таліш. Недалеко від села знаходиться також історично значуще село Дютакан і палац Мелік-Бегларянів;
- Пам'ятники Ванкасара;

та інші